# Partizanska čast
Partizanska čast je 3. epizoda stripa Poručnik Tara. Imala je 12 strana. Epizodu je nacrtao Bane Kerac, a scenario napisao Svetozar Obradović. objavljena je 1975. godine u zabavnim magazinu za mlade Zlatni kliker #11.

## Premijerno objavljivanje epizode
Epizoda je premijerno objavljena u zabavnom magazinu Zlatni kliker br. 11, str. 19-30, koji je izašao u 15.11.1975. godine i prodavao se po ceni od 6 dinara.

## Kratak sadržaj
Nakon što su se spasli nemačke potere u klancu, Tara, Višnja i Čupavi su zaspali na obali reke. Pronalazi ih četnička grupa koja ih zarobljava da bi od njih dobili neophodne informacije. U toku puta ka četničkoj bazi, jedan od četnička želi da testira partizansku čast. On Zarobljenicima nudi slobodu ako ubije jednog od drugova. Višnja i Čupavi to odmah odbijaju, ali Tara prihvata. Svi su iznenađeni Tarinim prihvatanjem, ali Tara uzima ponuđeni nož i ubija četnika koji mu ga je dao. U tom trenutku na partizanima pomažu Vlada i Brzi koji su u zasedi čekali pravi trenutak da napadnu četnike.